# São Cristóvão e Neves nos Jogos Pan-Americanos de 2011
São Cristóvão e Neves participou dos Jogos Pan-Americanos de 2011 em Guadalajara, no México. Foi a quinta aparição do país em Jogos Pan-Americanos.

## Desempenho

### Atletismo
| Evento            | Atleta                                                                   | Qualificação | Qualificação | Final     | Final   |
| Evento            | Atleta                                                                   | Resultado    | Posição      | Resultado | Posição |
| ----------------- | ------------------------------------------------------------------------ | ------------ | ------------ | --------- | ------- |
| 200 m masculino   | Antoine Adams                                                            |              |              |           |         |
| 200 m masculino   | Brijesh Lawrence                                                         |              |              |           |         |
| 100 m masculino   | Jason Rogers                                                             |              |              |           |         |
| 100 m masculino   | Kim Collins                                                              | 10.00        | 1º           | 10.04     | 2º      |
| 4x100 m masculino | Brijesh Lawrence Antoine Adams Jason Rogers Kim Collins Delwayne Delaney | 39.31        | 2º           | 38.81     | 2º      |
| 100 m feminino    | Tameka Williams                                                          |              |              |           |         |
| 200 m feminino    | Tameka Williams                                                          |              |              |           |         |

Legenda
| Recorde mundial                  | Recorde mundial (World record)               |                       | Recorde africano                      | Recorde africano (African) |                                           | Q | Classificado por posição (Qualified) |
| Recorde dos Jogos Pan-Americanos | Recorde pan-americano (Pan-American record)  | Recorde da América    | Recorde da América (Americas)         | q                          | Classificado por melhor tempo (Qualified) |   |                                      |
| Melhor marca do ano              | Melhor marca do ano (World leading)          | Recorde asiático      | Recorde asiático (Asian)              | DNS                        | Não largou (Did not start)                |   |                                      |
| Recorde nacional                 | Recorde nacional (National record)           | Recorde europeu       | Recorde europeu (European)            | DNF                        | Não terminou (Did not finish)             |   |                                      |
| Recorde pessoal                  | Recorde pessoal do atleta (Personal best)    | Recorde da Oceania    | Recorde da Oceania (Oceania)          | DSQ / DQ                   | Desclassificado (Disqualified)            |   |                                      |
| Recorde da temporada             | Recorde da temporada do atleta (Season best) | Recorde sul-americano | Recorde sul-americano (South America) | NM                         | Sem marca (No mark)                       |   |                                      |